# Jean-Claude
Jean-Claude ist ein französischer Doppelvorname, der sich aus den Namen Jean und Claude zusammensetzt.

## Namensträger

### A
- Jean-Claude Abrioux (1931–2011), französischer Politiker
- Jean-Claude Amiot (* 1939), französischer Komponist, Musikpädagoge und Dirigent
- Jean-Claude Amoureux (* 1956), französischer Sprinter
- Jean-Claude Andruet (* 1940), französischer Rallyefahrer und Rundstrecken-Pilot
- Jean-Claude Annaert (1935–2020), französischer Radrennfahrer
- Jean-Claude Arnault (* 1946), französisch-schwedischer Fotograf und Theaterregisseur
- Jean-Claude Asselborn (* 1954), luxemburgischer Schriftsteller und Literaturkritiker
- Jean-Claude Aubriet (* 1933), französischer Automobilrennfahrer

### B
- Jean-Claude Bagot (* 1958), französischer Radrennfahrer
- Jean-Claude Barclay (* 1942), französischer Tennisspieler
- Jean-Claude Basso (* 1949), französischer Unternehmer und Autorennfahrer
- Jean-Claude Bastos de Morais (* 1967), schweizerisch-angolanischer Fondsmanager
- Jean-Claude Bertaux (* 1931), französischer Konteradmiral der Marine
- Jean-Claude Bertrand (* 1954), französischer Badmintonspieler
- Jean-Claude Berutti (* 1952), französischer Theaterregisseur und Intendant
- Jean-Claude Biette (1942–2003), französischer Filmkritiker und Filmregisseur
- Jean-Claude Billong (* 1993), kamerunisch-französischer Fußballspieler
- Jean-Claude Birumushahu (* 1972), burundischer Fußballschiedsrichterassistent
- Jean-Claude Biver (* 1949), Schweizer Unternehmer und Manager luxemburgischer Herkunft
- Jean-Claude Bonato (* 1946), französischer Basketballspieler
- Jean-Claude Bonichot (* 1955), französischer Jurist und Richter am Europäischen Gerichtshof
- Jean-Claude Borelly (* 1953), französischer Trompeter (Dolannes Melodie)
- Jean-Claude Bouchard OMI (* 1940), kanadischer Ordensgeistlicher und emeritierter römisch-katholischer Bischof von Pala
- Jean-Claude Bouillon (1941–2017), französischer Schauspieler
- Jean-Claude Boulanger (* 1945), französischer Geistlicher und emeritierter römisch-katholischer Bischof von Bayeux
- Jean-Claude Bouquet (1819–1885), französischer Mathematiker
- Jean-Claude Bourgueil (* 1947), französischer Koch
- Jean-Claude Brialy (1933–2007), französischer Schauspieler und Regisseur
- Jean-Claude Briavoine (* 1934), französischer Automobilrennfahrer und Rallye-Raid-Pilot
- Jean-Claude Brisseau (1944–2019), französischer Filmemacher
- Jean-Claude Brondani (* 1944), französischer Judoka

### C
- Jean-Claude Capèle (1953–2017), Germanist, Autor und deutsch-französischer Übersetzer
- Jean-Claude Carrière (1931–2021), französischer Drehbuchautor und Schriftsteller
- Jean-Claude Casadesus (* 1935), französischer Dirigent
- Jean-Claude Chermann (* 1939), französischer Virologe
- Jean-Claude Chevalier (1925–2018), französischer Linguist, Romanist, Grammatiker und Sprachwissenschaftshistoriker
- Jean-Claude Cheynet (* 1947), französischer Byzantinist
- Jean-Claude Colin (1790–1875), Priester und Gründer der Maristenpatres
- Jean-Claude Colliard (1946–2014), französischer Jurist, Hochschullehrer und Verwaltungsbeamter
- Jean-Claude Colotti (* 1967), französischer Radrennfahrer
- Jean-Claude Cousseran (* 1944), französischer Diplomat

### D
- Jean-Claude Darcheville (* 1975), französischer Fußballspieler
- Jean-Claude D’Arménia (1940–2018), französischer Fußballspieler und -trainer
- Jean-Claude Darouy (1944–2006), französischer Steuermann
- Jean-Claude Dauphin (* 1948), französischer Schauspieler
- Jean-Claude Decaux (1937–2016), französischer Unternehmer
- Jean-Claude Delamétherie (1743–1817), französischer Naturwissenschaftler, Mineraloge, Geologe und Paläontologe
- Jean-Claude Denis (* 1951), französischer Comiczeichner
- Jean-Claude Depince (1947–1988), französischer Automobilrennfahrer
- Jean-Claude Désir (* 1946), haitianischer Fußballspieler
- Jean-Claude Dreyfus (* 1946), französischer Schauspieler
- Jean-Claude Drouot (* 1938), belgischer Schauspieler
- Jean-Claude Dunyach (* 1957), französischer Schriftsteller
- Jean-Claude Duperval (1947–2020), stellvertretender Kommandant der haitianischen Armee während der Militärregierung (1991–94)
- Jean-Claude Duvalier (1951–2014), gen. „Baby Doc“, haitianischer Politiker und diktatorisch regierender Präsident (1971–86)
- Jean-Claude Dysli (1935–2013), Schweizer Westernreiter und -trainer

### E
- Jean-Claude Ellena (* 1947), französischer Parfümeur
- Jean-Claude Eloy (* 1938), französischer Komponist instrumentaler, vokaler und elektroakustischer Musik

### F
- Jean-Claude Farhi (1940–2012), französischer Bildhauer und Plastiker
- Jean-Claude Ferrarin (* 1946), französischer Automobilrennfahrer
- Jean-Claude Forest (1930–1998), französischer Comiczeichner
- Jean-Claude Fournier (* 1943), französischer Comiczeichner und -autor
- Jean-Claude Fruteau (1947–2022), französischer Politiker (PS)

### G
- Jean-Claude Gall (* 1936), französischer Paläontologe
- Jean-Claude Gaudin (1939–2024), französischer Politiker (UDF, UMP, LR) und Bürgermeister von Marseille (1995–2020)
- Jean-Claude Gautrand (1932–2019), französischer Fotograf, Journalist und Autor
- Jean-Claude Golvin (* 1942), französischer Architekt, Archäologe und Ägyptologe
- Jean-Claude Grumberg (* 1939), französischer Schriftsteller, Drehbuchautor und Schauspieler
- Jean-Claude Guillebaud (* 1944), französischer Autor, Essayist und Journalist

### H
- Jean-Claude Haelewyck (* 1952), belgischer Semitist
- Jean-Claude Henry (1934–2024), französischer Komponist
- Jean-Claude Hesselbarth (1925–2015), Schweizer Maler, Zeichner und Kunstpädagoge
- Jean-Claude Hollerich SJ (* 1958), luxemburgischer römisch-katholischer Kardinal und Erzbischof von Luxemburg
- Jean-Claude Hureau (* 1936), französischer Ichthyologe

### I
- Jean-Claude van Itallie  (1936–2021), US-amerikanischer Schriftsteller
- Jean-Claude Izzo (1945–2000), französischer Journalist und Schriftsteller

### J
- Jean-Claude Juncker (* 1954), luxemburgischer Politiker (CSV/PCS), Präsident der Europäischen Kommission (2014–19)
- Jean-Claude Justice (1949–1999), französischer Automobilrennfahrer

### K
- Jean-Claude Kaufmann (* 1948), französischer Soziologe
- Jean-Claude Killy (* 1943), französischer Skirennläufer
- Jean-Claude Kolly (* 1961), Schweizer Dirigent
- Jean-Claude Kunz (* 1942), Schweizer Maler

### L
- Jean-Claude Lagniez (* 1947), französischer Stuntman und Schauspieler sowie Autorennfahrer und Rennstallbesitzer
- Jean-Claude Larrieu (* 1943), französischer Kameramann
- Jean-Claude Lauzon (1953–1997), kanadischer Filmregisseur
- Jean-Claude Lebeau (* 1979), belgischer Radrennfahrer
- Jean-Claude Leclercq (* 1962), französischer Radrennfahrer, Nationaltrainer des Schweizer Radsportverbands und Radsportkommentator
- Jean-Claude Lefèbvre (* 1945), französischer Rallyepilot und -copilot, Rundstrecken-Rennfahrer sowie Motorsportfunktionär
- Jean-Claude Letzelter (* 1940), französischer Schachspieler
- Jean-Claude Lord (1943–2022), kanadischer Regisseur, Drehbuchautor, Filmeditor und Produzent
- Jean-Claude Luce (* 1981), französischer Straßenradrennfahrer aus Guadeloupe

### M
- Jean-Claude Magnan (* 1941), französischer Florettfechter
- Jean-Claude Maire Vigueur (* 1943), französischer Historiker
- Jean-Claude Makaya Loembe (* 1954), kongolesischer Geistlicher und römisch-katholischer Bischof von Pointe-Noire
- Jean-Claude Malgoire (1940–2018), französischer Oboist, Musikwissenschaftler und Dirigent
- Jean-Claude Marcourt (* 1956), belgischer Politiker (PS)
- Jean-Claude Martinez (* 1945), Professor für Staatsrecht und Autor mehrerer Bücher über das Finanzrecht, MdEP
- Jean-Claude Martzloff (1943–2018), französischer Sinologe und Mathematikhistoriker
- Jean-Claude Mathis (* 1939), französischer Politiker
- Jean-Claude Merlin (* 1954), französischer Informatiker und Amateurastronom
- Jean-Claude Mermoud (1952–2011), Schweizer Politiker (SVP)
- Jean-Claude Mézières (1938–2022), französischer Künstler und Comiczeichner
- Jean-Claude Michéa (* 1950), französischer Politischer Philosoph
- Jean-Claude Mignon(* 1950), französischer Politiker der Union pour un mouvement populaire
- Jean-Claude Milner (* 1941), französischer Sprachwissenschaftler, Wissenschaftstheoretiker und Philosoph
- Jean-Claude Mimran (* 1945), französischer Unternehmer und Kunstsammler
- Jean-Claude Mondot (* 1952), luxemburgischer Maler
- Jean-Claude Montredon (1949–2025), französischer Jazzmusiker
- Jean-Claude Mpassy-Nzoumba (* 1986), kongolesisch-deutscher Fußballspieler
- Jean-Claude Muller (* 1956), luxemburgischer Sprachwissenschaftler und Kulturwissenschaftler

### N
- Jean-Claude Nallet (1947–2023), französischer Leichtathlet
- Jean-Claude Naude (1933–2008), französischer Jazztrompeter und Komponist der Unterhaltungsmusik

### O
- Jean-Claude Olivier (1945–2013), französischer Motorradrennfahrer
- Jean-Claude Olry (* 1949), französischer Kanute

### P
- Jean-Claude Pascal (1927–1992), französischer Sänger, Schauspieler und Modedesigner
- Jean-Claude Passeron (* 1930), französischer Soziologe
- Jean-Claude Paye (* 1934), französischer Verwaltungsjurist, Diplomat und Politiker
- Jean-Claude Pecker (1923–2020), französischer Astrophysiker
- Jean-Claude Pelletier (1928–1982), französischer Jazzpianist, Komponist und Bandleader
- Jean-Claude Perez (* 1964), französischer Politiker
- Jean-Claude Périsset (* 1939), römisch-katholischer Geistlicher, emeritierter Erzbischof und Diplomat des Heiligen Stuhls
- Jean-Claude Petit (* 1943), französischer Komponist
- Jean-Claude Piris (* 1943), französischer Jurist, Diplomat und Autor
- Jean-Claude Piumi (1940–1996), französischer Fußballspieler und -trainer
- Jean-Claude-Léonard Poisle Desgranges (1789–1876), französischer Lexikograf der Umgangssprache
- Jean-Claude Pressac (1944–2003), französischer Chemiker, Apotheker und Historiker
- Jean-Claude Puyalt (* 1954), französischer Fußballschiedsrichter

### R
- Jean-Claude Rembanga (* 1955), Bischof von Bambari
- Jean-Claude Rennwald (* 1953), Schweizer Politiker (SP)
- Jean-Claude Risset (1938–2016), französischer Komponist und Pionier der Computermusik
- Jean-Claude Romand (* 1954), französischer Hochstapler und Mörder
- Jean-Claude Rude (1954–1980), französischer Radsportler

### S
- Jean-Claude Scherrer (* 1978), Schweizer Tennisspieler
- Jean-Claude Schindelholz (* 11. Oktober 1940), Schweizer Fußballspieler
- Jean-Claude Schmitt (* 1946), französischer Mediävist
- Jean-Claude Sebag (* 1943), französischer Politiker und Anwalt
- Jean-Claude Servais (* 1956), belgischer Comiczeichner
- Jean-Claude Servan-Schreiber (1918–2018), französischer Journalist und Politiker (UNR)
- Jean-Claude Sikorav (* 1957), französischer Mathematiker
- Jean-Claude Suaudeau (* 1938), französischer Fußballspieler und -trainer

### T
- Jean-Claude Thoenig (* 1940), Forschungsdirektor an der Universität Paris-Dauphine
- Jean-Claude Touche (1926–1944), französischer Organist und Komponist
- Jean-Claude Trial (1732–1771), französischer Violinist, Komponist und Operndirektor
- Jean-Claude Trichet (* 1942), französischer Finanzexperte und -politiker, Präsident der EZB (2003–11)
- Jean-Claude Turcotte (1936–2015), Erzbischof von Montréal

### U
- Jean-Claude Usunier (* 1951), französischer Wirtschaftswissenschaftler

### V
- Jean-Claude Van Cauwenberghe (* 1944), belgischer Politiker (PS)
- Jean-Claude Van Damme (* 1960), belgischer Schauspieler
- Jean-Claude Van Geenberghe (1962–2009), belgischer Springreiter mit ukrainischer Staatsbürgerschaft
- Jean-Claude Vannier (* 1943), französischer Musiker, Komponist, Arrangeur und Musikproduzent
- Jean-Claude Veilhan (* 1940), französischer Komponist, Blockflötist und Klarinettist
- Jean-Claude Vidilles (1928–1997), französischer Automobilrennfahrer
- Jean-Claude Viry (1943–2011), französischer Biathlet
- Jean-Claude Voisin (* 1949), französischer Kunsthistoriker
- Jean-Claude Vrinat (1936–2008), Koch und Inhaber des Restaurants „Taillevent“ in Paris

### W
- Jean-Claude Wolf (* 1953), Professor für Ethik und politische Philosophie

### Z
- Jean-Claude Zehnder (* 1941), Schweizer Organist, Cembalist und Musikwissenschaftler
- Jean-Claude Zwahlen (1943–2006), Schweizer Politiker